# Bolesław Kościelski
Bolesław Kościelski (ur. 21 sierpnia 1871 w Śmiłowie, zm. 27 lipca 1925 w Poznaniu) – katolicki ksiądz, poznański społecznik i organicznik, radny miasta Poznania w kadencji 1922-1925, proboszcz parafii św. Wojciecha w Poznaniu, członek Poznańskiego Towarzystwa Przyjaciół Nauk. Był prezesem Towarzystwa Wstrzemięźliwości „Jutrzenka”.

## Młodość i wykształcenie
Urodzony jako syn Bolesława Dezyderego Kościelskiego (1832-1894), właściciela dóbr ziemskich (m.in. pałacu w Brzeźnie), powstańca z 1863 i Stanisławy z Żerońskich. Wykształcenie podstawowe pobierał w domu, następnie uczęszczał do poznańskiego Gimnazjum Fryderyka Wilhelma i do Gimnazjum św. Marii Magdaleny, gdzie zdał maturę we wrześniu 1892.

## Kapłaństwo
Ukończył Seminarium Duchowne w Poznaniu i Gnieźnie, przyjął święcenia kapłańskie 28 czerwca 1896. Dnia 17 września 1896 skierowany został jako wikariusz - do parafii św. Wojciecha w Poznaniu, a od 15 stycznia 1903 powołany na proboszcza, pełnił tę posługę do śmierci w 1925 r. To on wyszedł z propozycją utworzenia Poznańskiej Skałki. Pochowany został w grobie rodzinnym w Szamotułach.